# Panzerkampfwagen III
Panzerkampfwagen III (PzKpfw III), SdKfz 141 eller Panzer III var en stridsvagn som togs fram på 1930-talet av Tyskland och användes under andra världskriget. Den designades för att strida mot andra stridsvagnar vid sidan av Panzerkampfwagen IV. Panzer III blev snart föråldrad i sin pansarvärnsroll och ersattes av Panzer IV med höghastighetskanon, men Panzer III användes fortfarande som infanteriunderstöd sent i kriget.

## Utveckling
Panzer III kom till 1934 då arméns utvecklingsavdelning lade fram ritningar på en medeltung stridsvagn med en maxvikt på 24 ton och toppfart på 35 km/h efter Heinz Guderians specifikationer. Stridsvagnen var tänkt som huvudvapen i de tyska pansardivisionerna och skulle kunna slå ut andra stridsvagnar.
Daimler-Benz, Krupp, MAN och Rheinmetall byggde prototyper. Testningen genomfördes 1936 och 1937 och Daimler-Benz' design valdes för produktion. Den första Panzer III ausf A rullade av bandet i maj 1937 och under året byggdes totalt tio vagnar, varav två var obeväpnade. Massproduktion av vagnen startade 1939 då med beteckningen ausf III F. Mellan 1937 och 1940 försökte man standardisera delar så att de kunde användas i både Panzer III och Panzer IV.
Mycket av det tidiga arbetet med Panzer III handlade om att utveckla en passande upphängning. Flera varianter av fjäderupphängning testades på ausf A och D innan torsionsstångs-fjädringen på ausf E blev standard. Panzer III och Sovjets KV-1 var de första vagnarna som använde den typen av upphängning. Panzer III var avsedd som huvudvapnet i de tyska divisionerna, men det visade sig att den inte alls kunde matcha den sovjetiska T-34 och den ersattes därför av Panzer IV med en 75 mm höghastighetskanon. 1942 införde man ausf N av Panzer III med en L/24 75 mm kanon som var avsedd att användas mot infanteri och som närstöd.

## Egenskaper
Panzer III ausf A till C hade 15 mm aningen lutande homogent stålpansar på alla sidor, 10 mm ovanpå och 5 mm under. Man kom snabbt fram till att detta var i underkant och det uppgraderades till 30 mm på ausf D, E, F och G. Ausf H fick ytterligare 30 mm härdat stål påsatt på front och bakdel. Ausf J hade en solid 50 mm stålplatta fram och bak, medan senare J, L och M hade ett ytterligare lager på 20 mm på fronten. Denna extra plåt gjorde att Panzer III klarade träffar i fronten från de flesta brittiska och sovjetiska pansarvärnskanoner på allt utom väldigt nära håll under 1941-42. Sidorna var däremot sårbara för de flesta kanoner och även för pansarvärnsgevär.
Det ovanligt tjocka pansaret bak försämrade stridsvagnens prestanda mer än värdet av skyddet. Tidigt i kriget var det vanligt med tjockt bakpansar, men man gick mer och mer mot tjockt frontpansar och tunt sid- och bakpansar ju längre kriget led.
Då Panzer III var avsedd att bekämpa fientliga stridsvagnar tänkte man att utrusta den med en 50 mm höghastighetskanon. Dock fick infanteriet nöja sig med en 37 mm pansarvärnskanon, och därför valde man till slut att montera denna även på Panzer III. En kompromiss gjordes dock, så att tornringen var dimensionerad för att få plats med en 50 mm kanon om det skulle behövas i framtiden. Detta beslut gjorde att Panzer III blev betydligt mer långlivad än den annars blivit.
De tidiga modellerna (ausf A till F och några F) utrustades således med en kort 37 mm kanon som visade sig fungera hyfsat under striderna 1939 och 1940 men senare modeller (ausf F till M) fick istället den tyngre 5 cm KwK 38 L/42 och 5 cm KwK 39 L/60 som svar på fiendens bättre kanoner och pansar.
1942 var Panzer III föråldrad som huvudvapen och man tog beslutet att fortsätta produktionen av den som understödsfordon. Ausf N fick en låghastighets 75 mm KwK37 L/24 kanon, samma som användes på tidiga modeller av Panzer IV. Ausf N användes som infanteriunderstöd och ersatte Sturmgeschütz III, som då användes som pansarvärnskanonvagn. 
Alla modeller fram till ausf F hade två 7,92 mm kulsprutor koaxialt med kanonen och en 7,92 mm kulspruta i chassit. Ausf G och senare fick en koaxial kulspruta i tornet och en i chassit.
Panzer III ausf A till C hade en 230 hks 12-cylindrig Maybach HL 108 TR som gav vagnen en toppfart på 32 km/h och en räckvidd på 150 km. Alla senare modeller uppgraderades till en 320 hk, 12-cylindrig Maybach HL 120 TRM-motor. Toppfarten varierade mellan modellerna beroende på transmission, pansar och kanon, men den låg på runt 40 km/h. Räckvidden höll sig kring 150 km.

## Användning
Panzer III användes i invasionen av Polen, slaget om Frankrike, invasionen av Sovjetunionen och i Nordafrika. Några användes fortfarande under invasionen av Normandie och vid Operation Market Garden 1944.
I de polska och franska fälttågen stod Panzer III för en liten del av de tyska pansartrupperna. Bara några hundra ausf A till F fanns tillgängliga, de flesta beväpnade med 37 mm kanonen. Panzer III var vid den tiden den bästa medeltunga stridsvagnen som tyska armén förfogade över och kunde med god användning av taktik och radio samt motståndarnas totala brist på dito utklassa de polska 7TP, franska lätta stridsvagnarna R-35 och Hotchkiss H-35 och ”kavalleri-stridsvagnen” SOMUA S-35.
När tiden kom för invasionen av Sovjetunionen hade Panzer III blivit Tysklands huvudstridsvagn, även i antal räknat. Vid den tiden hade majoriteten av de tillgängliga vagnarna 50 mm L/42-kanon. Det gällde även för vagnarna i Afrika. Panzer III var vagn mot vagn utklassad av de nya sovjetiska T-34 och KV-vagnarna, men tyskarnas taktiska överlägsenhet, träning och goda ergonomi gjorde att Panzer III fortfarande slog ut fiender i ett förhållande till 6 mot 1.
Introduktionen av T-34 gjorde att uppgraderingen av Panzer III:s kanon till en kraftfullare 50 mm L/60 blev prioriterad. Ausf J och L fick denna längre kanon, tjockare pansar och några förenklingar av konstruktion och hantering. Dessa modeller användes under 1942 och början på 1943. För att försvara sig mot sovjetiska pansarvärnsgevär introducerade man sedan ausf M som använde sig av pansarkjolar på vagnsidor och tornsidor. Dock var Panzer III nu så föråldrad att den började fasas ut och ersättas av Panzer IV och Panther. Den sista versionen, ausf N, med sin korta 75 mm kanon användes enbart för infanteriunderstöd. 
Panzer III var en bra, men inte exceptionell vagn om man ser till pansar, beväpning och rörlighet. En av de stora fördelarna var att den hade ett tremannatorn som gjorde att befälhavaren kunde koncentrera sig på sitt jobb att hålla reda på vad som hände istället för att också vara skytt, vilket var fallet i många vagnar vid den tiden. Det finns flera exempel på stridsvagnar som såg bra ut på papperet men saknade denna fördel. Somua-35 hade bättre pansar och kanon än Panzer III, men endast en man i tornet, vilket gjorde den hopplöst underlägsen Panzer III.
Panzer III användes också som bas för Stug III som blev Tysklands viktigaste pansarkanonvagn under hela kriget.

## Varianter

Utvecklingen av bandaggregatet på Panzer III.

- Panzer III ausf A – Den första utvecklingsmodellen som producerades i 10 exemplar av Daimler-Benz under 1937. Pansartjockleken var 15 mm i kroppen och tornet. Beväpningen bestod i en 3,7 cm KwK 36 med två MG 34 7,92 mm kulsprutor koaxialt med kanonen i tornet och en MG 34 i chassit. Bandaggregatet hade fem bärhjul som fjädrades med spiralfjädrar och två returhjul per band. Pansarskyddet var 15 mm tjockt runt om. Vagnen vägde 15,4 ton och drevs av en 12-cylindrig Maybach HL 108 TR som gav vagnen en toppfart på 35 km/h och en räckvidd på 165 km. Växellådan hade 6 växlar framåt och en bakväxel. Vagnarna togs i tjänst under våren 1937 och togs ur tjänst i februari 1940.[1]
- Panzer III ausf B – Den andra utvecklingsmodellen som producerades i 15 exemplar av Daimler-Benz under 1937. Skillnaden låg i bandaggregatet som hade åtta bärhjul monterade i par på bladfjädrar och tre returhjul per band.[2]
- Panzer III ausf C – Den tredje utvecklingsmodellen som producerades i 15 exemplar av Daimler-Benz under 1937 till januari 1938. Skillnaden låg i utformningen av bladfjädrarna i bandaggregatet.[3]
- Panzer III ausf D – Den fjärde utvecklingsmodellen som producerades i 30 exemplar av Daimler-Benz från januari till juni 1938. Återigen mindre ändringar i utformningen av bladfjädrarna i bandaggregatet. Ny kupol till vagnchefen.[3]
- Panzer III ausf E – Den första produktionsmodellen tillverkad i 96 exemplar från december 1938 till oktober 1939 av Daimler-Benz, MAN och Henschel. Bandaggregatet helt omkonstruerat med sex bärhjul upphängda med torsionsfjädring. Den nya fjädringen tillät att öka pansartjockleken till 30 mm i fronten och sidorna, därmed ökade vikten till 19,5 ton. Motorn byttes ut till en 12-cylindrig Maybach HL 120 TR och växellådan till en med tio växlar framåt och fyra växlar bakåt.[4]
- Panzer III ausf F – Endast mindre ändringar. Tillverkad i 435 exemplar från september 1939 till juli 1940 av Daimler-Benz, MAN, Henschel, Alkett och FAMO. De sista 100 vagnarna tillverkades med 5 cm KwK 38 L/42 och fler byggdes om till den större kanonen senare.[5]
- Panzer III ausf G – Tjockleken på bakpansaret ökades till 30 mm. Beväpningen i tornet ändrades till en 5 cm KwK 38 L/42 med en MG 34 7,92 mm kulspruta koaxialt med kanonen. Vikten ökade till 20,3 ton. Tillverkad i 600 exemplar från april 1940 till februari 1941 av Daimler-Benz, MAN, Henschel, Alkett, FAMO, Wegmann och MNH.[6]
- Panzer III ausf H – Omkonstruerat torn. Erfarenheterna från fälttågen mot Polen och Frankrike hade visat att tjockare pansar var nödvändigt, som en snabb lösning bultade man på extra 30 mm tjocka pansarplåtar på skrovets front och backsida detta ökade vikten till 21,8 ton. En ny och robustare växellåda med 6 växlar framåt och en bakväxel infördes tillsammans med nytt spännhjul och drivhjul. Tillverkad i 308 exemplar från oktober 1940 till april 1941 av MAN, Henschel, Alkett, Wegmann, MNH och MIAG.[7]
- Panzer III ausf J – Omkonstruerat kropp med 50 mm pansar både i fronten och baktill, som en följd så förlängdes kroppen med 10 cm. Nytt visir för föraren infördes tillsammans med en ny kulformad infästning för radiooperatörens kulspruta. Från april 1942 adderades 20 mm tilläggspansar i fronten av överbyggnaden och på kanonskölden. Tillverkad i 482 exemplar från mars 1941 till juli 1942 av Daimler-Benz, MAN, Henschel, Alkett, Wegmann, MNH och MIAG.[8]
- Panzer III ausf J/1 – Längre och mer effektiv 5 cm KwK 39 L/60. Tillverkad i 1 067 exemplar från december 1941 till juli 1942 av Daimler-Benz, MAN, Henschel, Alkett, Wegmann, MNH, MIAG och MAN.[9]
- Panzer III ausf L – Pansaret ökat till 50 + 20 mm i fronten. 653 byggda 1942.[10]
- Panzer III ausf M – Mindre modifikation som djupvadningsutblås och pansarkjolar. 250 byggda 1942 – 1943.[11]
- Panzer III ausf N – beväpnad med en 7,5 cm KwK 37 L/24. 700 ombyggda J/L/M-modeller under 1942-1943.[12]

## Varianter byggda på chassit
- Tauchpanzer III – Dykstridsvagn byggd för Operation Sjölejon.
- Panzerbefehlswagen III – Befälsstridsvagn, tjockare pansar, kanonattrapp och radioapparater med stor räckvidd.
- Artillerie-Panzerbeobachtungswagen III – Artilleriledningsvagn, 262 byggda.
- Flammpanzer III Ausf M/Panzer III (F1) - Eldkastarstridsvagn. 100 Panzer III M ombyggda till denna modell.
- Bergepanzer III – Under 1944 byggdes några Panzer III om till pansar-bärgare.
- Sturmgeschütz III – Pansarvärnskanonvagn med 75 mm StuK.

Den sovjetiska pansarvärnskanonvagnen SU-76i var baserad på erövrade tyska PzKpfw III- och StuG III-chassin. Ungefär 1 200 av dessa fordon konverterades av Röda armén genom att lägga till en sluten överbyggnad och en ZiS-5 76,2 mms kanon.